# Atul Chandra Chatterjee
Sir Atul Chandra Chatterjee, né à Calcutta le 24 novembre 1874 et mort  à Londres le 8 septembre 1955, est un diplomate et fonctionnaire du gouvernement Indien qui a été en poste comme haut commissaire Indien au Royaume-Uni de 1925 à 1931 et a été membre de l'organe directeur de la Ligue de la Société des Nations en 1925 et 1946.